# 納里尼奧 (納里尼奧省)

納里尼奧（西班牙語：Nariño），是哥倫比亞的城鎮，位於該國西南部納里尼奧省，距離帕斯托20公里，始建於1879年9月2日，面積50平方公里，海拔高度1,500米。
1°16′00″N 77°22′00″W / 1.26667°N 77.3667°W